# Lozotaenia
Lozotaenia là một chi bướm đêm thuộc tông Archipini, họ Tortricidae.

## Các loài
- Lozotaenia capensana (Walker, 1863)
- Lozotaenia capitana (Felder & Rogenhofer, 1875)
- Lozotaenia cedrivora Chambon, in ChambonFabre & Khemeci, 1990
- Lozotaenia coniferana (Issiki, in Issiki & Mutuura, 1961)
- Lozotaenia costinotana Franclemont, 1986
- Lozotaenia cupidinana (Staudinger, 1859)
- Lozotaenia djakonovi Danilevsky, 1963
- Lozotaenia edwardi Razowski, 1999
- Lozotaenia edwardsi (Bradley, 1965)
- Lozotaenia exomilana Franclemont, 1986
- Lozotaenia forsterana (Fabricius, 1781)
- Lozotaenia hesperia Powell, 1962
- Lozotaenia kumatai Oku, 1963
- Lozotaenia perapposita Razowski, 1984
- Lozotaenia retiana (Turati, 1913)
- Lozotaenia rindgei Obraztsov, 1962
- Lozotaenia straminea (Schawerda, 1936)